# Richard Hooker
Richard Hooker (Heavitree, 1554 – Bishopsbourne, 3 novembre 1600) è stato un teologo e presbitero inglese.
Principalmente conosciuto per aver scritto il Trattato sulle leggi di politica ecclesiastica (1594-1662), pubblicato per gran parte postumo. Si rifà al pensiero di Tommaso d'Aquino, ma anche, tra gli altri, ad Azzone da Bologna il principale dei Glossatori, Henry de Bracton e Niccolò Cusano (Nikolaus Krebs von Kues). Hooker, a sua volta, influenzerà il filosofo John Locke che nei suoi scritti lo chiamerà "il saggio Hooker" e ne riprenderà in toto il pensiero. Si può considerare, insieme a Matthew Parker e Thomas Cranmer, il cofondatore del pensiero teologico anglicano anche se in lui rimane ancora una traccia profonda del cattolicesimo. Nella sua opera s'intravede l'idea di fondo, propria di quei tempi, che la divisione tra le chiese cristiane, determinatasi con la rivoluzione protestante e lo stesso scisma d'oriente, fosse solo un fenomeno transitorio, dato che i principi religiosi basilari erano unici.
Pur avendo raggiunto posizioni di rilievo nella gerarchia ecclesiastica inglese, grazie anche ai suoi celebri sermoni che lo portarono a stretto contatto con la Regina Elisabetta I, preferisce ritirarsi in provincia a scrivere il Trattato. Il problema che lo spinge a scrivere, affermando che per un teologo è meglio ritirarsi a pensare che sermoneggiare, è la contesa inglese di quegli anni con i Puritani. Questi ultimi ritenevano che solo sui testi sacri potesse trovarsi la regola per il comportamento umano e ciò poneva in discussione la struttura gerarchica statuale e la stessa validità delle leggi dello Stato ed, in ultimo, il potere del Re. La sua opera rimane fondamentale per il consolidamento della monarchia Inglese di Elisabetta I, infatti, nel 1588 la sconfitta dell'invincibile armata determina la fine della minaccia spagnola di Filippo II e, quindi, il problema, per gli inglesi, non è più la restaurazione cattolica in Inghilterra, ma il consolidamento del potere di Elisabetta I e perciò della Chiesa anglicana di Stato.
L'importanza del Trattato supera la materia strettamente religiosa, investendo la questione del fondamento del potere dello Stato. Infatti, la domanda a cui Hooker si propone di rispondere con la sua opera è quali siano i fondamenti (la base) su cui riposa l'obbligatorietà delle leggi e la legittimazione del governo statuale stesso.
La risposta data da Hooker è che l'accordo dei cittadini tra loro fonda il potere del sovrano o del governo.
L'osservanza della legge deriva solo dal consenso delle parti vincolate che, accordatesi tra loro, conferiscono ad un terzo, persona od istituzione, il potere di governarle: peraltro, tale potere conferito dai consociati è sempre reversibile se i consociati raggiungono un nuovo diverso accordo, perché il potere originario riposa sui singoli che si sono accordati tra loro.
La principale funzione della legge civile, secondo Hooker, è che permette a tutti di conoscere ciò che è bene e ciò che è male: ma è vincolante per tutti solo quando fondata sul consenso sociale. In particolare, la legge rende l'uomo libero perché gli consente di poter scegliere tra ciò che è giusto e ciò che è sbagliato. La conoscenza diretta della norma da parte dell'individuo gli permette di attenuare l'arbitrio dell'interpretazione istituzionale: questo era un problema molto sentito anche in ambito religioso, dove i cattolici ritenevano che l'interpretazione della Bibbia, dovesse essere compito esclusivo della gerarchia ecclesiastica, mentre la rivoluzione protestante aveva ritenuto di dover eliminare questa intermediazione necessaria, favorendo il contatto diretto del fedele con le fonti sacre.
Hooker ha analizzato il problema della divisione tra legge religiosa e legge civile, mutuando da San Tommaso e dagli altri autori sopraindicati questa netta distinzione; inoltre, ad Hooker deve essere riconosciuto il merito di avere evidenziato le ragioni per le quali si deve obbedire alla legge civile fondata sui costumi sociali e sui principi naturali dedotti principalmente dalla religione, ma non solo da essa, superando l'assunto che solo nella religione potessero trovarsi le regole vincolanti per le persone.

## Prodromi di una cultura illuministica
Nel Trattato al paragrafo 10 pag.189, (cfr. I lavori del sig. Riccardo Hooker vol.I, del rev. W.S.Dobson, M.A. of St. Peters College, Cambridge, Pricerton, N.J., liberamente consultabile in www.archive.org) si trovano dei pensieri espressi in ordine alla funzione delle leggi, che meritano di essere analizzati in questa sede, per evidenziare, in Hooker, i prodromi di quella che sarà l'idea illuministica della funzione della legge, elaborata solo secoli dopo.
Hooker dice che, se vivere sotto l'arbitrio di una sola persona è causa dei molti mali che affliggono l'uomo, invece, il rifugiarsi sotto la tutela delle leggi consente alle persone di conoscere in anticipo i loro doveri e di sapere così le sanzioni previste per la loro trasgressione.
Se le cose fossero semplicemente buone o cattive, e come tali universalmente conosciute, non ci sarebbe stato nessun bisogno di nuove leggi oltre quelle naturali. Tuttavia, le cose non stanno così, molti aspetti della vita sono complessi ed hanno bisogno di essere approfonditi, prima di decidere quale comportamento sia giusto adottare.
Le leggi consentono, da un lato, di poter indicare la strada da percorrere alle persone, dall'altro, dato che esse devono essere pubbliche e conosciute o conoscibili da tutti, le leggi evitano che si possa invocare l'ignoranza a giustificazione di comportamenti contrari al benessere sociale comune.